# Marcelin Lisan
Marcelin Lisan, né le 15 février 1960 à Huahine, est un homme politique français. Il est actuellement maire d'Huahine.

## Biographie
Marcelin Lisan est né dans le village de Fare à Huahine. Il a fait ses études primaires à Fare puis est allé au collège La Mennais à Papeete. Au lieu de suivre ses parents en Nouvelle-Calédonie, il a décidé de retourner dans son île natale de Huahine pour gérer l'entreprise familiale d'alimentation générale et en combustible.
Il réussit à diversifier son activité en créant une société de location de voitures et une boulangerie. Sa passion pour la grande pêche l'a amené à fonder le « Club de pêche Fare Nui » dont il est le président depuis sa création.
En mars 2001, il est candidat aux élections municipales à Huahine et est élu maire de la commune. Il se présente aux élections territoriales en mai 2004 et fait son entrée à l'Assemblée de la Polynésie française en tant que représentant d'Huahine et le demeurera jusqu'en 2013. 
Il est battu en mars 2008 par Félix Faatau mais retrouve les fonctions de maire en mars 2014.
Il est condamné en juin 2018 à 18 mois de prison avec sursis, 200 000 Fcfp d’amende et 5 ans d’inéligibilité pour « détournement de fonds publics ».